# Microrregión de Aracaju
La microrregión de Aracaju es una de las  microrregiones del estado brasileño de Sergipe perteneciente a la mesorregión del Este Sergipano. Está dividida en cuatro municipios.

## Municipios
| Municipio                | Área (km²) | Población (2009)> | PIB en R$ (2005) |
| ------------------------ | ---------- | ----------------- | ---------------- |
| Aracaju                  | 174,053    | 544.039           | 5.021.659.586    |
| Barra dos Coqueiros      | 91,101     | 19.998            | 161.334.960      |
| Nossa Senhora do Socorro | 157,515    | 155.334           | 1.024.504.122    |
| São Cristóvão            | 437,437    | 75.104            | 271.267.672      |
| Total                    | 860,106    | 794.475           | 6.478.766.340    |

La región está formada por los mismos municipios que la Región Metropolitana de Aracaju, creada por la Ley complementario estatal de Sergipe 25 de 1995 el 29 de diciembre de 1995.